# 埃德森·布拉夫海德
埃德森·布拉夫海德（荷蘭語：Edson Braafheid，1983年4月8日—)，出生于苏里南帕拉马里博，是苏里南裔的荷兰足球运动员，司职左后卫，目前效力於美國足球聯賽球会Austin Bold。

## 生涯

### 俱乐部
布拉夫海德在荷兰一支名为FC Abcoude的球队开始其足球生涯，但不久便被乌德勒支的球探相中并转投乌德勒支青训营。在2003-04赛季，布拉夫海德正式进入乌德勒支一线队，并获得了12场的联赛上阵机会。而在其后的几个赛季，他的出场次数日益增多，亦逐渐成为球队主力。
2007年合同期满后，布拉夫海德自由转会至特温特，得到一份为期三年的新合同。在特温特他凭借出色的发挥再次成为球队主力核心，两年间共为特温特在荷甲联赛出场76次，此外他还参与了7场荷兰杯和10场欧洲联盟杯的比赛。
2009年6月11日，特温特官方宣布布拉夫海德正式转会德国拜仁慕尼黑，双方并未透露转会价格，据估计转会费用约在200万至250万欧元之间。2010年1月31日，为了参加南非世界杯，布拉夫海德选择在冬季离开拜仁，被租借到苏超劲旅些路迪至本赛季结束。
布拉夫海德返回拜仁慕尼黑後，只在2010/11年球季上半季上陣3場，卻有一個烏龍球的記錄，長坐冷板凳的布拉夫海德於2011年1月26日轉投重整軍容的賀芬咸，簽約至2014年。
2014年8月1日，拉素宣布签下布拉夫海德。2015年7月6日，他与球队续约。

### 国家队
布拉夫海德曾是荷兰21岁以下国家足球队成员，并随队赢得2006年欧洲U-21足球锦标赛的冠军。他在决赛阶段的全部五场比赛上阵三场，包括两次首发及一次替补出场。但在荷兰3：0战胜乌克兰的决赛中，布拉夫海德并没有得到上场机会。
布拉夫海德于2009年2月11日被首次召入荷兰国家足球队，在当日客场1比1战平突尼斯的友谊赛中，布拉夫海德作为左后卫首发出场并打满90分钟。